# 博格爾鎮區 (密蘇里州金特里縣)
博格爾鎮區（英語：Bogle Township）是位於美國密蘇里州金特里縣的一個行政鎮區。

## 地方資料
博格爾鎮區的面積為114.75平方千米，皆為陸地。根據2020年美國人口普查的數據，當地共有人口151人，而人口密度為每平方千米1.32人。